# محاکمه (فیلم ۲۰۰۹)
محاکمه (انگلیسی: The Trial) فیلمی مستند است که در سال ۲۰۰۹ منتشر شد.